# Portamento (album)
Portamento è il secondo album del gruppo musicale statunitense The Drums. È stato pubblicato in Italia nel 2011.

## Tracce
1. Book of Revelation - 3.31
2. Days - 4.30
3. What You Were - 3.16
4. Money - 3.55
5. Hard to Love - 3.54
6. I Don't Know How to Love - 3.23
7. Searching for Heaven - 2.50
8. Please Don't Leave - 4.13
9. If He Likes It Let Him Do It - 3.52
10. I Need a Doctor - 4.17
11. In the Cold - 3.30
12. How It Ended - 4.19